# Íbex de Núbia
L'íbex de Núbia (Capra nubiana) és una espècie de cabra que viu a les muntanyes de l'Aràbia Saudita, Egipte, Etiòpia, Israel, Jordània, el Líban, Oman, Síria, el Sudan i el Iemen. Aquest animal pot mesurar fins a 80 centímetres i pesar fins a 70 quilograms. Algunes autoritats el consideren una subespècie de la cabra dels Alps (Capra ibex).